# 柴浩二
柴 浩二（しば こうじ、1989年4月15日 - ）は、日本の俳優、モデルである。
長野県出身。エイジアプロモーションに所属していたが、2019年1月に退社したことをTwitterで報告している。身長182cm、体重67kg、B型。

## 略歴
芸能界入りのきっかけは、雑誌「Street Jack」でファッション・美容・フードの各ジャンルで頑張っている人を取り上げる企画でモデルとして参加したことから。以後「ゴエンプロ」に所属し本格的に俳優への道を目指す。
ソーシャルファッションサイト「FUKULOG（フクログ）」にて、2011年に行なわれたファッショニスタコンテストで見事1位になり、それを皮切りに「Girls Award 2011 s/s」（ガールズアワード2011）に招待されランウェイを歩いた。

## 出演

### CM
- 東京ディズニーランド ヴィジュアル広告（2010年） - メイン
- 日本郵政 郵便年賀.JP（2011年）
- スルガ銀行 ダイレクトワン（2012年） - メイン・コック 役
- DeNA アヴァロンの騎士（2013年） - 聖騎士 役
- セブン銀行（2013年）
- Sony Xperia Z Ultra（2014年）
- 静岡新聞（2014年）
- 明治 プロビオヨーグルトLG21（2016年） - イケメン戦隊21[3]

### テレビドラマ
- 命売ります 第3話（2018年1月、BSジャパン） - 朝倉仁志 役
- スリル!〜赤の章・黒の章〜 赤の章〜警視庁庶務係ヒトミの事件簿 第3話（2017年、NHK総合）
- 大貧乏（2017年1月、TBS）
- 突然ですが、明日結婚します 第1話（2017年1月、CX）
- 逃げるは恥だが役に立つ（2016年10月、TBS） - 毛利浩一 役
- Chef〜三ツ星の給食〜（2016年10月） - シェフミコ東田 役
- 家族ノカタチ（2016年1月、TBS） - 安藤智治 役
- このミステリーがすごい! ベストセラー作家からの挑戦状 リケジョ探偵の謎解きラボ（2015年11月30日、TBS） - 学生 役
- 快盗戦隊ルパンレンジャーVS警察戦隊パトレンジャー（2018年2月18日 - 2019年2月10日、テレビ朝日） - 夜野勝利 役